# Both Directions at Once: The Lost Album
Both Directions at Once: The Lost Album je studiové album amerického jazzového saxofonisty Johna Coltrana. Vydáno bylo dne 29. června 2018 společností Impulse! Records, více než padesát let po Coltranově smrti. Obsahuje celkem čtrnáct nahrávek, které saxofonista pořídil za doprovodu svého kvarteta, v němž dále hráli kontrabasista Jimmy Garrison, klavírista McCoy Tyner a bubeník Elvin Jones. Nahrávání probíhalo dne 6. března 1963, pětapadesát let před vydáním desky, ve studiu Van Gelder Studio v newjerseyském městě Englewood Cliffs. O zvuk se při nahrávání staral majitel studia Rudy Van Gelder. Nahrávky byly po dlouhá léta považovány za ztracené – společnost Impulse! Records totiž zničila hlavní nahrávky (master tapes). Existovala však kopie, kterou Van Gelder vytvořil pro Coltrana a dochovala se v péči rodiny jeho první manželky Juanity Naimy.
Album pro vydání sestavili Ken Druker spolu s Coltranovým synem Ravim. Autorem poznámek k albu (tzv. liner notes) je saxofonista Sonny Rollins. Deska v základní verzi obsahuje celkem sedm skladeb, deluxe edice obsahuje též alternativní verze některých z nich. Album se umístilo na 21. příčce hitparády Billboard 200, což je nejlepší umístění, jakého se v této hitparády Coltranovu album dočkalo.

## Seznam skladeb
| Základní verze | Základní verze          | Základní verze |
| Pořadí         | Název                   | Délka          |
| -------------- | ----------------------- | -------------- |
| 1.             | Untitled Original 11383 | 5:41           |
| 2.             | Nature Boy              | 3:23           |
| 3.             | Untitled Original 11386 | 8:38           |
| 4.             | Vilia                   | 5:32           |
| 5.             | Impressions             | 4:30           |
| 6.             | Slow Blues              | 11:25          |
| 7.             | One Up, One Down        | 7:58           |

| Deluxe verze | Deluxe verze                     | Deluxe verze |
| Pořadí       | Název                            | Délka        |
| ------------ | -------------------------------- | ------------ |
| 1.           | Untitled Original 11383 (Take 1) | 5:41         |
| 2.           | Nature Boy                       | 3:24         |
| 3.           | Untitled Original 11386 (Take 1) | 8:43         |
| 4.           | Vilia (Take 3)                   | 5:32         |
| 5.           | Impressions (Take 3)             | 4:36         |
| 6.           | Slow Blues                       | 11:28        |
| 7.           | One Up, One Down (Take 2)        | 8:01         |
| 8.           | Vilia (Take 5)                   | 4:37         |
| 9.           | Impressions (Take 1)             | 4:06         |
| 10.          | Impressions (Take 2)             | 4:37         |
| 11.          | Impressions (Take 4)             | 3:40         |
| 12.          | Untitled Original 11386 (Take 2) | 8:41         |
| 13.          | Untitled Original 11386 (Take 5) | 8:23         |
| 14.          | One Up, One Down (Take 6)        | 7:17         |

## Obsazení
- John Coltrane – sopránsaxofon, tenorsaxofon
- Jimmy Garrison – kontrabas
- McCoy Tyner – klavír
- Elvin Jones – bicí